# Salakta
Salakta (àrab: سلقطة, Salaqṭa) és una ciutat de Tunísia a la governació de Mahdia, delegació de Ksour Essef, situada uns 15 km al sud de Mahdia i a uns 6 km de Ksour Essef.

## Economia
Ciutat abocada actualment al turisme, era fins fa ben poc un poble de pescadors amb una zona agrícola terra endins, dedicada a l'olivera i al cultiu de llegums.

## Història
Salakta fou ocupada per fenicis, cartaginesos i romans. Antigament fou anomenada Salaktum i Sullecthum (‘terra beneïda’). A la ciutat s'han trobat nombroses instal·lacions de tractament del peix per salar (salsamenta) i després fer-ne la pasta coneguda com a garum, que era un dels menjars habituals dels romans i que per tant tenia fàcil sortida als mercants romans. A la zona interior de la moderna Kairuan i El Djem (Thysdrus) es fabricaven també molts estris de ceràmica que eren exportats pels ports de la costa de Mahdia, i se sap que alguns d'aquests ports, com ara Acholla, Gummi o la mateixa Sullecthum, tenien representants a les corporacions de navegants a Òstia. Un gran nombre de vies, que s'estenien com una teranyina, comunicaven la regió de la costa amb l'interior, segons en part descriuen els itineraris del segle iv i en part ha confirmat la fotografia de prospecció aèria. En aquesta regions s'han documentat nombroses granges i algunes poblacions més grans, d'algunes de les quals se n'han trobat les restes, com ara Sarsura, 3 km al sud de Bou Merdes; Vaga, la moderna Oued Beja, prop d'Henchir Aouzer; Tègea, la moderna Henchir Merdesse, amb restes que ocupen unes 80 hectàrees; Aggar, la moderna Henchir Maqlouba, 2 km al nord de Ksour Essef, amb nombrosos forns de ceràmica; i Zeta, propera a Vaga. Sullecthum i Gummi eren les dues ciutats principals de la costa i Thysdrus, l'actual El Djem, i Bararus, l'actual Henchir Rougga, les de l'interior. Les viles de l'interior tenien una estructura de poblament dispers, amb una ciutat al centre i nombrosos llogarets a la rodalia que en depenien, cosa que no s'observa ni a Sullecthum ni a Gummi.
Una mica al sud de Salakta, a Caput Vada, moderna Chebba, hi va desembarcar el 533 el general romà d'Orient Belisari per conquerir el país de mans dels vàndals.
Sota els àrabs fou un tranquil poble de pescadors i pagesos. Comptava amb un ribat i una mesquita. Durant la Segona Guerra Mundial els francesos hi van establir una base militar.
S'hi han trobat alguns mosaics romans, conservats, els més interessants, al Museu del Bardo.

## Administració
És el centre del sector o imada homònim, amb codi geogràfic 33 61 55, dins de la delegació o mutamadiyya de Ksour Essef, amb codi geogràfic 33 61.
Al mateix temps, forma una de les dues circumscripcions o dàïres (codi geogràfic 33 23 12), dins de la municipalitat o baladiyya de Ksour Essef (codi geogràfic 33 23).